# StarCraft (серия игр)
StarCraft (от англ. star craft — «звёздное ремесло») — серия компьютерных игр в жанре стратегии в реальном времени, разработанная компанией Blizzard Entertainment. Научно-фантастическая сюжетная канва игры основывается на противоборстве трёх рас — терранов, протоссов и зергов. На данный момент серия представлена оригинальной игрой StarCraft и дополнением StarCraft: Brood War, а также сиквелом-трилогией StarCraft II и дополнением StarCraft II: Nova Covert Ops. Также имеются неофициальные, но одобренные разработчиками спин-оффы: StarCraft: Insurrection и StarCraft: Retribution. В период с 2002 по 2006 год в разработке находился шутер от третьего лица StarCraft: Ghost, который позднее был отменен. StarCraft  является одной из ведущих киберспортивных дисциплин в жанре RTS.

## Игры серии

### StarCraft (1998)
StarCraft — первая игра в одноимённой серии. Впервые информация об игре стала доступна широкой публике в 1996 году, когда разработчики впервые представили её на мероприятии E3. Однако тогда StarCraft произвёл слабое впечатление и команде Blizzard Entertainment пришлось полностью переделать игровой движок и изменить саму концепцию игры. Обновлённая альфа-версия StarCraft появилась в начале 1997 года. В конце 1997 года появилась бета-версия игры. 31 марта 1998 года состоялся выпуск StarCraft. Игра сразу завоевала популярность, став самой продаваемой компьютерной игрой и стратегией года. Также StarCraft внёс вклад в развитие киберспорта.
С 2017 года стала бесплатной.

### StarCraft: Insurrection (1998)
Неофициальное, но одобренное разработчиками дополнение к StarCraft. Содержит новую кампанию и более чем 100 карт для многопользовательской игры.

### StarCraft: Retribution (1998)
Неофициальное, но признанное Blizzard Entertainment дополнение для StarCraft, которое добавляет новую кампанию, несколько карт для многопользовательской игры, новые звуковые эффекты и музыку.

### StarCraft: Brood War (1998)
Дополнение к оригинальному StarCraft, которое вышло 30 ноября 1998 года. StarCraft: Brood War добавляет в игру несколько новых юнитов, а также добавляет новую сюжетную кампанию, которая является прямым продолжением оригинальной. В связи с выходом StarCraft: Remastered оригинальный StarCraft и данное дополнение c 2017 года являются бесплатными, а также получают регулярные обновления.

### StarCraft: Ghost (Отменена)
Шутер от третьего лица, который находился в разработке с 2002 года. На данный момент проект заморожен.

### StarCraft II: Wings of Liberty (2010)
StarCraft II: Wings of Liberty является продолжением StarCraft. В отличие от первой игры серии, StarCraft II выполнен в трёхмерной графике, а также использует физический движок Havok. Выпуск состоялся 27 июля 2010 года. Сюжет игры разворачивается спустя 4 года после событий StarCraft: Brood War.

### StarCraft II: Heart of the Swarm (2013)
Первое дополнение к StarCraft II: Wings of Liberty, вторая часть трилогии StarCraft II. По сути дела, является самостоятельной игрой. Выпуск состоялся 12 марта 2013 года.

### StarCraft II: Legacy of the Void (2015)
Третья и заключительная часть в трилогии StarCraft II. С выходом StarCraft 2: Legacy of the Void в игру был добавлен Archon Mode и совместные задания.

### StarCraft II: Nova Covert Ops (2016)
Дополнение, состоящее из отдельной кампании из 9 сюжетных миссий, посвящённой элитному солдату-призраку Нове.

### StarCraft: Remastered (2017)
HD-переиздание оригинальной игры StarCraft.

## Вселенная и сюжет

### Предыстория
Действие игр StarCraft разворачивается в дальнем секторе Млечного Пути, известном как сектор Копрулу, который населён тремя расами. Тысячелетия назад до основных событий, раса, известная как Зел-Нага, генетически создала Протоссов, а позже и Зергов, чтобы создать существ, совмещающих в себе чистоту формы и чистоту эссенции. Однако эксперимент обернулся ужасными последствиями и зел-нага были практически уничтожены зергами. За века до начала событий игр, в 2499 году жёсткое международное правительство Земли, Лига Объединённых Держав (ЛОД), позднее ставшее Объединённым Земным Директоратом (ОЗД), санкционировало программу дальней колонизации, чтобы решить проблему перенаселения. Четыре корабля с заключёнными на борту под управлением ИИ «Атлас» были отправлены в полёт, но в ходе полёта навигационная система дала сбой, из-за чего корабли терранов сбились с курса и оказались на краю сектора протоссов. Лишившись контакта с Землёй, Терраны организовали различные фракции для поддержания своих интересов. Заинтригованные поведением и менталитетом терранов, протоссы скрытно наблюдали за ними, одновременно защищая их от остальных угроз без их ведома. Однако зерги, намеренные ассимилировать терранов, чтобы воспользоваться их псионным потенциалом, начали нападения на колонии терранов, вынудив протоссов уничтожать заражённые колонии, чтобы сдержать нашествие зергов.

### StarCraft
StarCraft начинается спустя дни после первой атаки зергов, когда доминирующее правительство терранов, Конфедерация, впадает в панику от атак как зергов, так и протоссов, и вдобавок растёт активность повстанческой группировки «Сыны Корхала» под предводительством Арктура Менгска, выступающего против власти конфедератов. Конфедерация в конечном итоге проигрывает «Сынам Корхала», когда те используют против них их же собственную технологию, чтобы подтолкнуть зергов к нападению на главную планету Конфедерации, Тарсонис. В возникшем вакууме власти Менгск коронует себя императором нового Доминиона терранов. Во время сражения на Тарсонисе, Менгск позволяет зергам захватить свою помощницу Сару Керриган и впоследствии мутировать её в Королеву Клинков. Это предательство вынуждает другого из командиров Менгска, Джима Рейнора, покинуть его со своей маленькой армией. Отступив с Керриган к своим основным кластерам улья на планете Чар, зерги подвергаются нападению протоссов под командованием вершителя Тассадара и прелата тёмных тамплиеров Зератула. Хотя Зератулу удаётся убить одного из церебралов зергов, он позволяет Сверхразуму узнать местоположение родной планеты протоссов, Айур. Сверхразум немедля начинает вторжение, чтобы ассимилировать протоссов и получить генетическое превосходство. Преследуемый собственным народом как еретик за сотрудничество с Зератулом, Тассадар возвращается на Айур и с поддержкой Рейнора и претора Феникса, совершает решительную атаку на Сверхразум и в итоге жертвует собой, чтобы убить чудовище.

### Brood War
В Brood War, протоссов ведут Зератул и Артанис. Они начинают эвакуацию выжившего населения Айура на родную планету тёмных тамплиеров, Шакурас, в рамках хрупкого мира между двумя недоверчивыми ветвями протоссов. На Шакурасе Керриган вводит всех в заблуждение, заставляя их атаковать зергов, чтобы помочь ей стать безраздельной владычицей Роя. Этот обман происходит, когда Керриган обнаруживает, что на Чаре зарождается новый Сверхразум. Тем временем на Земле, правящий совет Объединённого Земного Директората решает взять непосредственный контроль над сектором Копрулу, отправив экспедиционный флот ОЗД под командованием адмирала Жерара Дюгалля и вице-адмирала Алексея Стукова захватить Доминион и подчинить себе новый Сверхразум. Хотя ОЗД успешно захватывает столичный мир Доминиона Корхал и порабощает Сверхразум, им не удаётся схватить Менгска из-за вмешательства двойного агента Керриган, Самира Дюрана. Керриган, объединившись с Менгском, Фениксом и Рейнором, начинает кампанию против ОЗД и отбивает у них Корхал. Затем она восстаёт против своих союзников и в последующей атаке погибают претор Феникс и генерал Эдмунд Дюк. Позже, Керриган шантажирует Зератула, заставив его убить новый Сверхразум и тем самым получает контроль над всем Роем зергов. Отразив ответную атаку протоссов, Доминиона и ОЗД (впоследствии уничтожив остатки флота Директората), Керриган и её стаи зергов становятся доминантной силой во всём секторе. Однако Зератул тайно раскрывает заговор Дюрана по созданию гибридов протоссов и зергов и узнает, что Дюран является слугой не Керриган, а «более могущественной силы».

### Wings of Liberty
Четыре года спустя, в Wings of Liberty, Керриган и зерги исчезают из сектора Копрулу, позволяя протоссам вновь занять пассивную позицию в галактике. В это время Рейнор формирует повстанческую группировку «Рейдеры Рейнора», чтобы свергнуть Менгска. На Мар-Саре Рейнор освобождает местное население от контроля Доминиона и также обнаруживает фрагмент таинственного артефакта зел-нага. Зерги появляются снова и захватывают Мар-Сару, вынуждая Рейнора эвакуироваться на своём крейсере «Гиперионе». Рейдеры проводят серию миссий по подрыву власти Менгска, остановке нашествий зергов на планеты терранов, набору бойцов-псиоников и поиску оставшихся фрагментов артефакта, которые они продают загадочному Фонду Мёбиуса, чтобы финансировать революцию. Вскоре после этого Зератул приносит псионный кристалл, позволяющий Рейнору увидеть то, что видел тёмный прелат — зловещее пророчество, в котором гибриды зергов и протоссов, и порабощённый Рой зергов уничтожают терранов и протоссов. Видение также показывает, что только Керриган может предотвратить армагеддон в секторе и за его пределами. Собрав достаточное количество фрагментов артефакта, Рейдеры заключают союз с кронпринцем Доминиона Валерианом Менгском, сыном Арктура, являющимся тайным владельцем Фонда Мёбиуса. Заполучив последний фрагмент артефакта, Валериан и Рейнор совместными усилиями атакуют столицу Роя зергов, Чар, и используя артефакт, возвращают Керриган человеческий облик, ослабляя тем самым позиции зергов ценой большей части флота Доминиона. Тайный агент Арктура и бывший сообщник Рейнора, Тайкус Финдли, пытается убить Керриган, но Рейнор спасает её и убивает Тайкуса, после чего увозит её с Чара на медобследование.

### Heart of the Swarm
В Heart of the Swarm, Доминион выясняет, где скрываются Рейнор и Керриган, и начинает атаку. Керриган удаётся сбежать, но она отрезана от Рейнора и услышав новость о том, что его схватили и казнили, она возвращается на территорию зергов, чтобы возродить Рой и отомстить Менгску. Во время своих поисков, она встречает Зератула, который советует ей посетить Зерус, изначальную родную планету зергов, где она перерождается в Истинную Королеву Клинков, став ещё могущественней чем когда-либо и узнаёт, что падший зел-нага по имени Амун был тем, кто сделал зергов теми, какими их видят сейчас: враждебный рой, связанный единой волей. После сражений с легионами сторонников Амуна, включая стай гибридов, Керриган получает сообщение от Менгска, что Рейнор жив и находится в плену, а если она будет вести войну против Доминиона, Рейнор умрёт. Недолго думая, она объединяет силы с «Гиперионом» и вместе они находят и спасают Рейнора. Видя, что она отказалась от человечности после всех стараний, Рейнор отвергает Керриган, несмотря на её признания в любви и расходится с ней. После всего этого, Керриган и Единый Рой зергов идут на штурм Корхала, чтобы раз и навсегда положить конец тираническому режиму Менгска. В ходе противостояния, Менгск обездвиживает Керриган с помощью артефакта и собирается убить её, но за неё заступается Рейнор, и Арктур в конечном итоге гибнет от рук Керриган. Доминион переходит под руководство Валериана, Керриган благодарит Рейнора за всё и вместе со своими верными зергами покидает Корхал, чтобы противостоять Амуну и его воинству.

### Legacy of the Void
В Legacy of the Void, Зератул проникает на подконтрольную Амуну базу терранов, чтобы определить точное место воскрешения Падшего, чему поспособствовала внезапная атака Керриган и Роя зергов. Узнав точное местоположение, Зератул отправляется в древний храм зел-нага, где ему приходит видение Тассадара, побуждающего забрать артефакт, находящийся у терранов. Зератул возвращается, чтобы предупредить Артаниса о возвращении Амуна, но тот решает продолжить свой план по освобождению Айура. Амун пробуждается на Айуре и берёт большую часть протоссов под свой контроль через Кхалу — коллективную псионную связь, объединяющую в себе все эмоции протоссов фракции Кхалаев. Только Зератул и его фракция Неразимов, тёмных тамплиеров, невосприимчивы к влиянию Амуна из-за отсутствия их связи с Кхалой, неразимы спасают нескольких протоссов, отсекая их нейронные узы, соединяющие их с Кхалой, но при этом Зератул, пытаясь спасти Артаниса, погибает. Сбежав с Айура на древнем корабле «Копьё Адуна», Артанис забирает артефакт по просьбе Зератула и собирает союзников среди множества разрозненных племён протоссов по всей галактике, чтобы воссоздать армию и снова отвоевать Айур. С помощью артефакта, войска Артаниса сдерживают сущность Амуна и остальные кхалаи, всё ещё подконтрольные Падшему, отсекают свои нейронные узы, освобождаясь от влияния Амуна и изгоняя его в Пустоту.
В кратком эпилоге Керриган вызывает Артаниса и Рейнора, чтобы они помогли ей вторгнуться в Пустоту и уничтожить Амуна раз и навсегда. В ходе штурма Пустоты объединённой армадой протоссов, зергов и терранов, они встречают Уроса, последнего из зел-нага, который раскрывает, что чтобы противостоять Амуну, Керриган должна унаследовать эссенцию Уроса и самой стать зел-нага, поскольку он сам уже на исходе своих сил. При поддержке союзников, Керриган наследует эссенцию Уроса и став зел-нага, окончательно уничтожает Амуна, после чего исчезает бесследно. Два года спустя, Керриган является Рейнору в человеческой форме и он уходит с ней в неизвестном направлении. С тех пор ни Рейнора, ни Керриган больше никто и никогда не видел и не слышал. Зерги, протоссы и терраны восстанавливают свои цивилизации и в секторе Копрулу начинается новая эпоха мира и процветания.